# Zhuzhou International Circuit
Der Zhuzhou International Circuit ist eine permanente Motorsport-Rennstrecke im Tianyuan District von Zhuzhou in der Provinz Hunan in China.

## Streckenbeschreibung
Die 2019 eröffnete Strecke wird gegen den Uhrzeigersinn befahren und ist als FIA-Grad 2 Strecke homologiert. Zu dem Motorsportkomplex gehören neben der Rennstrecke auch eine Kartbahn, ein Verkehrsübungsplatz und eine Motocross-Strecke. Der Kurs kann in 2 unabhängig voneinander befahrbare Abschnitte aufgeteilt werden. Die Haupttribüne bietet 8000 Sitze. Darüber hinaus gibt es 3000 weitere Zuschauerplätze 2 weiteren Tribünen. Die Strecke weist 3 lange Geraden mit Längen von 525 m, 645 m und 475 m auf.
Die Boxengasse befindet sich unter der Haupttribüne und weist 27 Garagen mit der Größe 7 m*14 m auf. Jede garage ist mit einem Büro und einem Waschraum ausgestattet. 4 Garagen weisen zusätzlich Schnellladesäulen mit 60 kW Ladeleistung für elektrische Rennwagen auf. Das Mediacenter weist Plätze für bis zu 100 Journalisten auf.

## Veranstaltungen
- China Endurance Championship[2]
- Formula 4 South East Asia Championship
- China Touring Car Championship
- GT Super Sprint Challenge
- Lynk&Co Cup
- Porsche Carrera Cup Asia
- TCR China